# Sotuer

Sotuer.

En heráldica, se llama sotuer o sautor (del francés, sautoir), también aspa, cruz aspada o cruz de san Andrés, a la pieza honorable formada por una banda y una barra heráldicas, es decir, por dos tiras o cintas colocadas en el escudo desde su parte superior derecha hasta la inferior izquierda y de la misma forma pero de lado contrario. Siempre es de color, metal o esmalte diferentes de los del campo. Posee un grosor equivalente a una tercera parte del escudo. 
Representa el estandarte o guion del caballero y el hallarse estos sotueres o aspas en armas de diversas familias, viene por la mayor parte (en Francia) de las divisiones de las casas de Borgoña y de Orleans, trayendo los parciales de esta una banda blanca y los de la de Borgoña el sotuer. En España, se trae por la batalla de Baeza ganada contra los moros el día de san Andrés, año 1227, que es la forma de la cruz en que padeció su martirio este santo.

Escudo de Teleña, Asturias
con un estandarte rayonado de oro, azur, sinople y plata,
en la parte superior del cuartel diestro.

Cuando se repite formando figuras paralelas, se llama rayonado. Según el libro Apuntes heráldicos. Heráldica asturiana y catálogo armorial de España, el blasón de Teleña «trae escudo partido: el primer cuartel de gules, y una torre almenada, saliendo de lo alto un brazo empuñando un estandarte rayonado de oro, azur, sinople y plata, a manera de aspas de San Andrés».